# Bossée
Bossée é uma comuna francesa na região administrativa do Centro, no departamento Indre-et-Loire. Estende-se por uma área de 19,25 km². Em 2010 a comuna tinha 334 habitantes (densidade: 17,4 hab./km²).